# Thomas Blake Glover

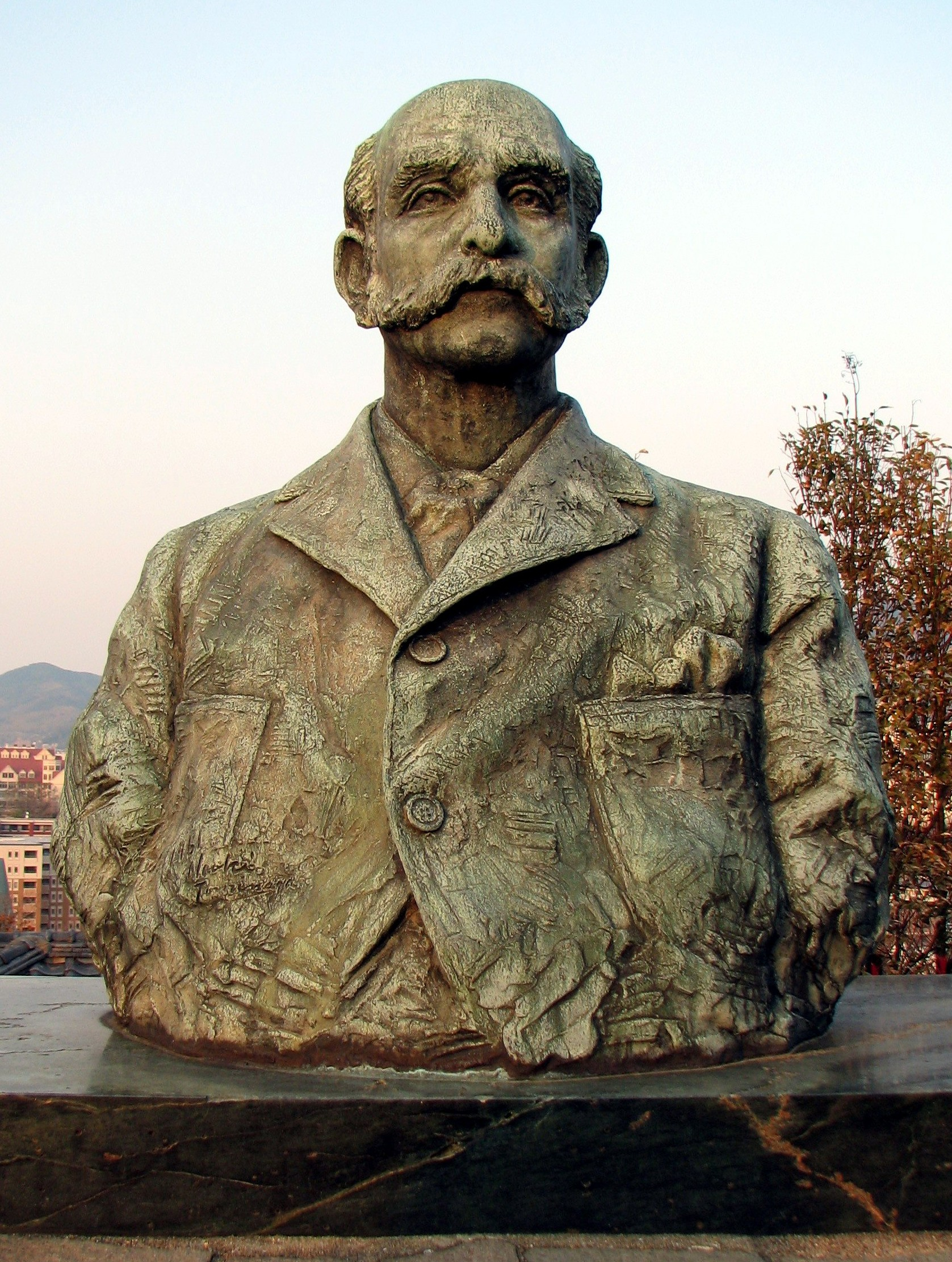
Estátua de Thomas Blake Glover no Jardim Glover, Nagasaki

Thomas Blake Glover, Ordem do Sol Nascente (6 de junho de 1838 – 13 de dezembro de 1911) foi um comerciante escocês em Bakumatsu e no Japão Meiji, sendo reconhecido por levar contribuições consideráveis para a modernização do Japão. Mais tarde, Sir Peter Parker o aclamou como sendo um "comerciante 360 graus".

## Início da vida (1838–1858)
Thomas Glover nasceu em 15 Commerce Street, Fraserburgh, Aberdeenshire no nordeste da Escócia em 6 de junho de 1838, indo para Ponte de Don, perto de Aberdeen seis anos mais tarde. Seu pai trabalhou para a guarda costeira. Após abandonar a escola, Glover foi trabalhar como empregado para um empresa comercial e viajou extensamente.

## Japão (1859–1911)
Em 1859, Glover cruzou de Shanghai a Nagasaki e trabalhou inicialmente para a Jardine Matheson, comprando chá verde japonês. Dois anos mais tarde, ele fundou sua própria empresa, a Glover Trading Co. (Guraba-Shokai). Mas seu primeiro grande sucesso foi como comerciante de navios, armas e pólvora, vendidos aos clãs rebeldes Satsuma, Choshu e Tosa do Japão durante a década de 1860. Sua empresa foi fundada em Nagasaki, e foi lá que ele teve sua casa construída, o primeiro edifício de estilo ocidental no Japão.
Em 1863, Glover ajudou os Five Choshu a chegar à Londres, em navios da Jardine Matheson. Ele também ajudou a enviar quinze estagiários dos Satsuma liderados por Godai Tomoatsu em 1865. Ele também foi responsável em 1865, por trazer a primeira locomotiva a vapor, chamado "Iron Duke" para o Japão, demonstrando em um curto trecho até Oura, em Nagasaki.
Glover assistiu a queda do Shogunato Tokugawa durante a Restauração Meiji e que, como ele, tinham relações cordiais com o novo governo. Tais ligações o levaram a ser o responsável por encomendar a construção do primeiro navio da Marinha Imperial Japonesa (o Jho Sho Maru, mais tarde chamado Ryūjō Maru), construído por Alexander Hall & Co, em Aberdeen, e lançado no dia 27 de março de 1869. Glover também encomendou a embarcação menor Ho Sho Maru para a marinha e o Kagoshima para o clã Satsuma da mesma construtora em Aberdeen.
Em 1868, Glover fez um contrato com o clã Hizen (Saga) e começou a desenvolver a primeira mina de carvão do Japão em Takashima. Ele também trouxe a primeira doca seca para o Japão.
Thomas Glover faliu em 1870, mas ele permaneceu no Japão para gerenciar a mina de carvão Takashima após a Restauração da mina pelos proprietários holandeses, até ser retomada pelo governo Meiji. Em 1881, a mina foi adquirida por Iwasaki Yataro.

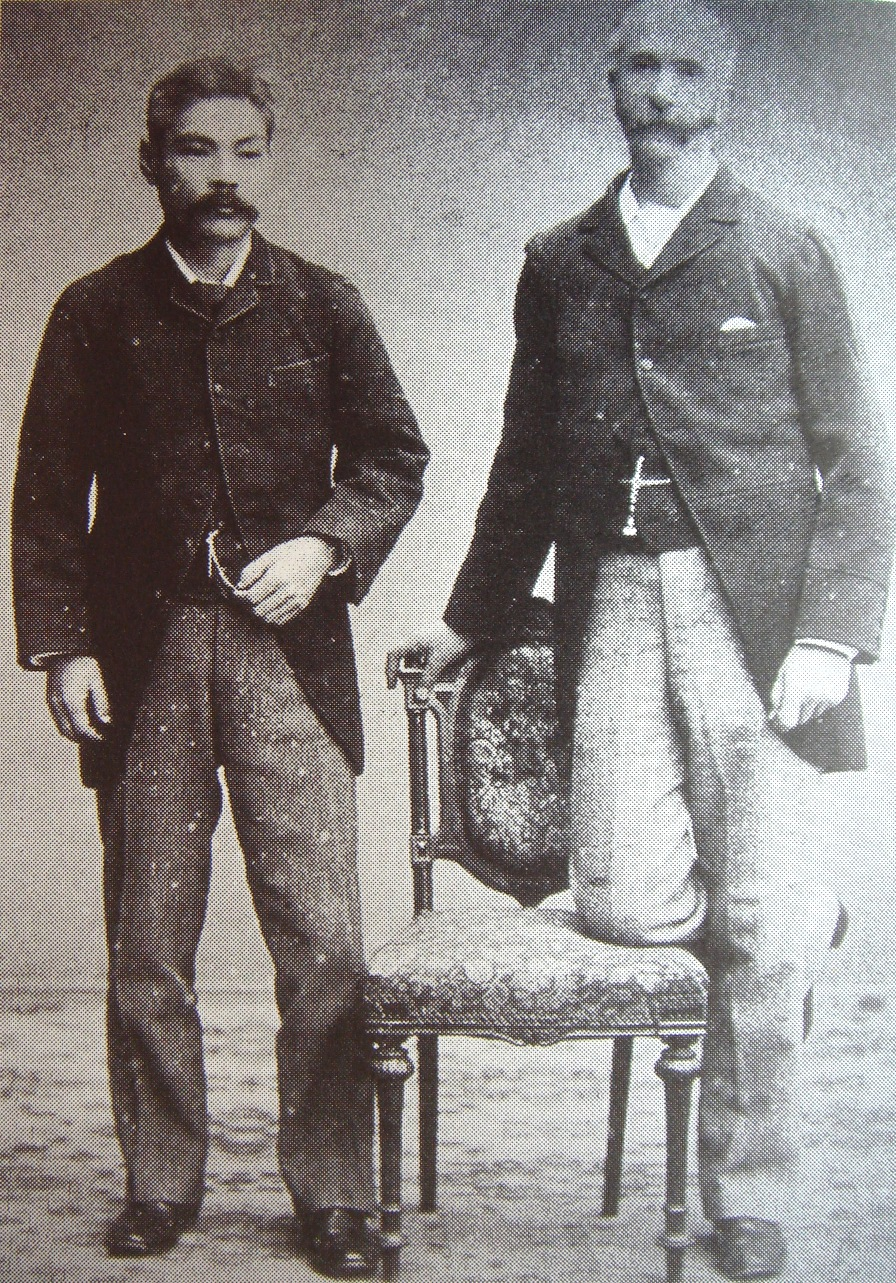
Glover com Iwasaki Yanosuke, filho do fundador da Mitsubishi.

Glover foi uma figura chave na industrialização do Japão, como fundador de uma empresa naval, que mais tarde se tornou a Mitsubishi do Japão. Ele também ajudou a fundar a Japan Brewery Company, que mais tarde se tornou a grande Kirin Brewery Company, Ltd. Os rumores dizem que os rótulos da cerveja Kirin baseados na mítica criatura são na verdade uma homenagem a Glover (que tinha um bigode semelhante)
.
Em reconhecimento à suas realizações, foi-lhe atribuída a Ordem do Sol Nascente (segunda classe).
Thomas Glover morreu em 1911, em sua casa em Tóquio, mas foi enterrado no Cemitério Sakamoto Internacional em Nagasaki. 

## Família
Thomas Glover mantinha um relacionamento marital com uma mulher japonesa chamada Yamamura Tsuru, uma nativa de Bungo (Prefeitura de Oita) a quem aparentemente se reuniu em Osaka no início dos anos 1870. O casal teve uma filha chamada Hana, nascida em Nagasaki em 1876. Hana casou-se com o comerciante britânico Walter Bennett em 1897, mudando-se mais tarde para a Coreia do Sul, onde morreu em 1938. Ela teve quatro filhos, mas apenas um neto, Ronald Bennett (1931-), que vive hoje nos EUA. Thomas Glover também teve um filho britânico-japonês, mais tarde chamado Kuraba Tomisaburo (1870-1945), que nasceu em Nagasaki e deu uma contribuição importante para a economia desta cidade no final do século XIX e início do século XX. Tomisaburo casou-se com Nakano Waka, também uma mestiça britânico-japonesa.

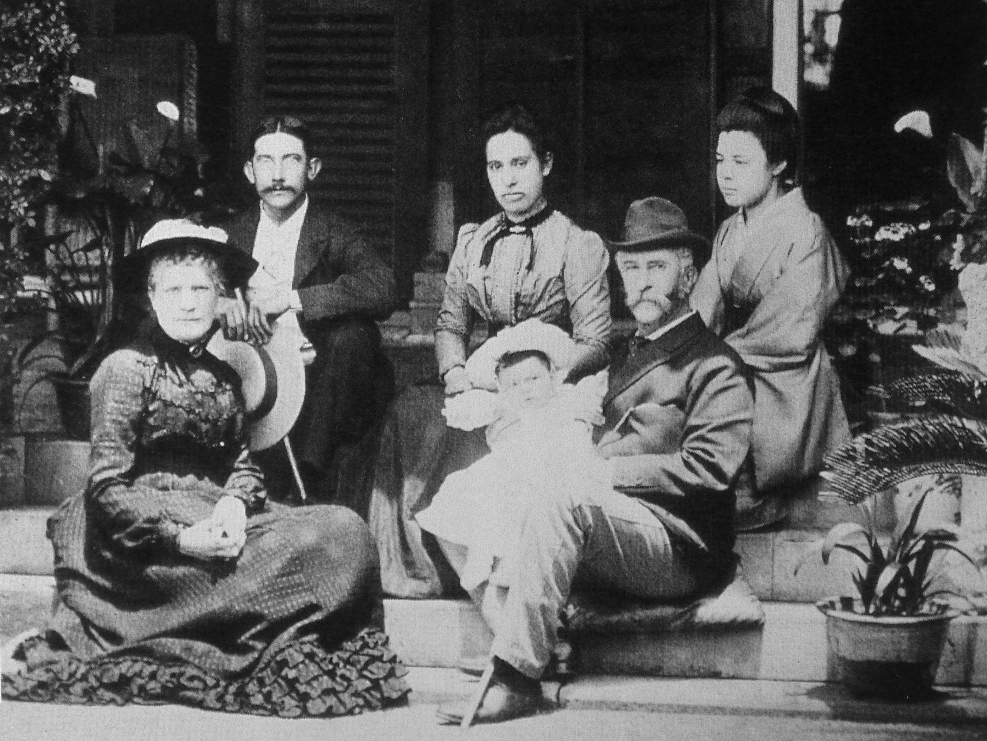
Glover segurando seu neto, com a família.

Registros caseiros oficiais conservados em Nagasaki City Hall indicam que Tomisaburo era o filho, não da esposa de Glover, Tsuru, mas de uma mulher chamada Kaga Maki. Exceto para esses registos oficiais, no entanto, nada se sabe sobre Kaga Maki, seu relacionamento com Glover, ou as circunstâncias de sua separação. Glover e Tsuru permaneceram juntos até a sua morte em 1899. Kaga Maki, entretanto, casada com um japonês, morreu em Nagasaki em 1905.
Apesar de sua cidadania japonesa, Kuraba Tomisaburo foi considerado como um potencial espião japonês pela polícia militar durante a Segunda Guerra Mundial. Sua esposa Waka faleceu em 1943, e Tomisaburo cometeu suicídio em 26 de agosto de 1945, logo após os bombardeios atômicos de Hiroxima e Nagasaki e poucas semanas antes da chegada das Forças de Ocupação Americanas em Nagasaki. Como o casal não teve filhos, foi o fim da associação entre Nagasaki e a família Glover.
Thomas Glover tem sido associado com a ópera de Giacomo Puccini "Madame Butterfly", que se passa em Nagasaki, mas não há evidências históricas para apoiar esta alegação, exceto o fato de que em algumas fotografias, Glover e sua esposa Tsuru aparecem vestindo um quimono com uma borboleta desenhada sobre a manga. Também não há qualquer evidência para a alegação de que Tsuru teve o apelido de "Ochô-san" (M. Butterfly). É provável, como Brian Burke-Gaffney observa, que a ligação Glover-Madame Butterfly deriva do fato das Forças de Ocupação Americanas apelidarem a casa de Glover como "Madame Butterfly House" (exclusivamente em função da vista panorâmica sobre o porto de Nagasaki e do estilo euro-japonês da construção) e que as autoridades de Nagasaki usaram como como uma forma de promover a indústria do turismo pós-guerra.

## Casas

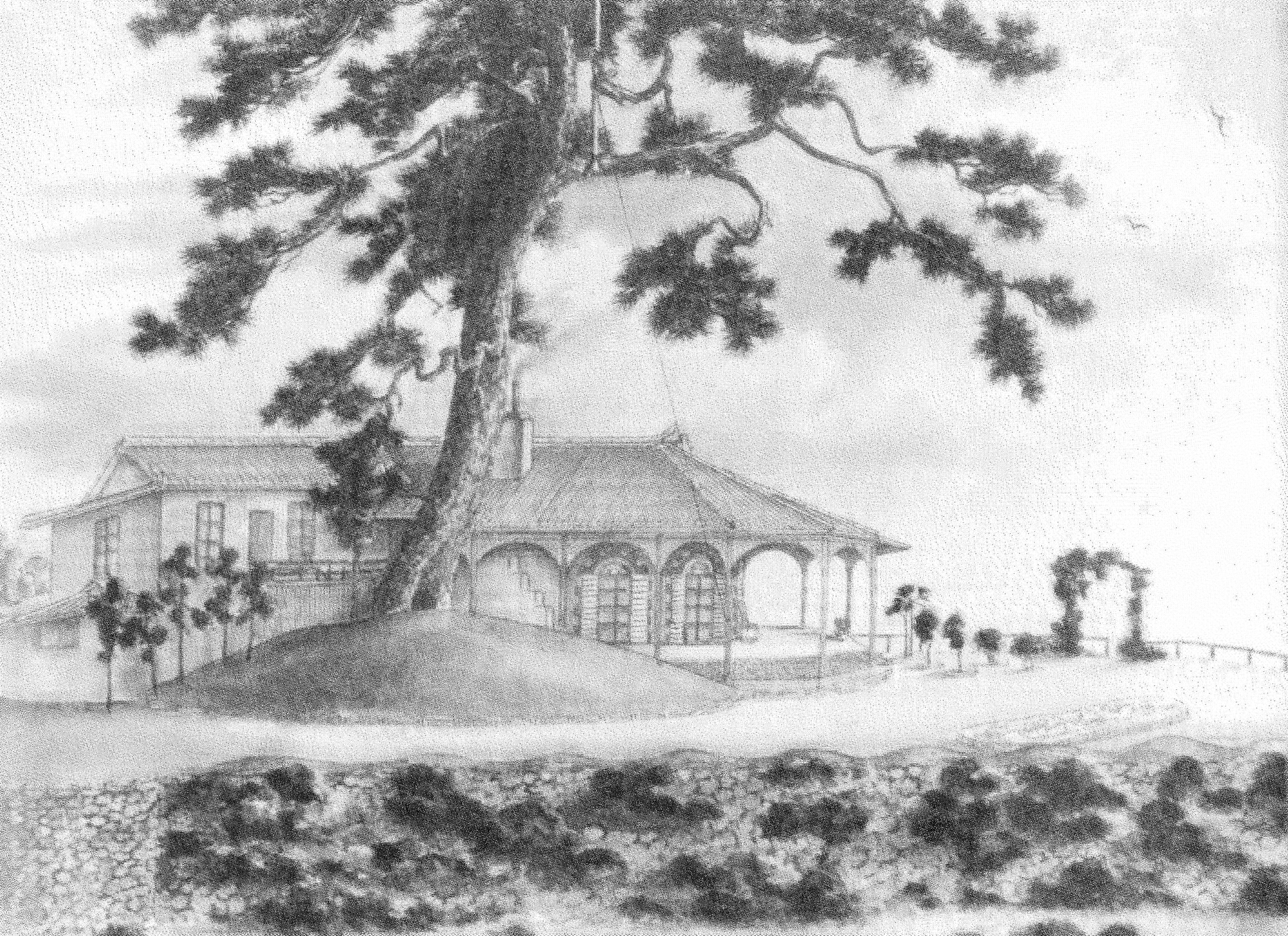
Desenho da casa de Thomas Blake Glover, conhecida como Glover Garden na Escócia

As ex-residências de Glover em Nagasaki e Aberdeen foram transformadas em museus, com o belo e bem situado Jardim Glover, casa em Nagasaki que atrai dois milhões de visitantes todos os anos. Ele também tinha uma casa na área de Shiba Park em Tóquio.
A casa da família de Glover na Escócia, Glover House, na Balgownie Road 79, Ponte de Don, Aberdeen, está agora aberta ao público como uma casa vitoriana restaurada, informando a história de Glover. A casa também está disponível como um local para reuniões de negócios, funções para pequenas empresas e grupo excursões. A casa onde nasceu em Fraserburgh, foi destruída pelos bombardeios da Segunda Guerra Mundial, embora uma placa azul marque o local do seu nascimento. 